# Lijst van voetbalinterlands Mongolië - Tadzjikistan
Deze lijst van voetbalinterlands is een overzicht van alle officiële voetbalwedstrijden tussen de nationale teams van Mongolië en Tadzjikistan. De landen speelden tot op heden twee keer tegen elkaar. De eerste ontmoeting, een kwalificatiewedstrijd voor het Wereldkampioenschap voetbal 2022, werd gespeeld in Ulaanbaatar op 10 september 2019. Het laatste duel, de returnwedstrijd in dezelfde kwalificatiereeks, vond plaats op 25 maart 2021 in Doesjanbe.

## Wedstrijden
| № | Plaats      | Datum             | Competitie           | Wedstrijd               | Uitslag |
| - | ----------- | ----------------- | -------------------- | ----------------------- | ------- |
| 1 | Ulaanbaatar | 10 september 2019 | WK 2022 kwalificatie | Mongolië – Tadzjikistan | 0 – 1   |
| 2 | Doesjanbe   | 25 maart 2021     | WK 2022 kwalificatie | Tadzjikistan − Mongolië | 3 − 0   |

## Samenvatting
| Competitie      | Totaal gespeeld | Winst Mongolië | Gelijk | Winst Tadzjikistan | Doelsaldo Mongolië – Tadzjikistan |
| --------------- | --------------- | -------------- | ------ | ------------------ | --------------------------------- |
| WK-kwalificatie | 2               | 0              | 0      | 2                  | 0 − 4                             |
| Totaal          | 2               | 0              | 0      | 2                  | 0 − 4                             |

MFF · Mongolisch vrouwenelftal
Interlands
Tegenstander:
Afghanistan ·
Azerbeidzjan ·
Bangladesh ·
Bhutan ·
Brunei ·
Cambodja ·
Filipijnen ·
Georgië ·
Guam ·
Hongkong ·
India ·
Japan ·
Jemen ·
Kirgizië ·
Koeweit ·
Laos ·
Libanon ·
Macau ·
Malediven ·
Maleisië ·
Mauritius ·
Myanmar ·
Noord-Korea ·
Oezbekistan ·
Oost-Timor ·
Palestina ·
Saoedi-Arabië ·
Singapore ·
Sri Lanka ·
Tadzjikistan ·
Taiwan ·
Tanzania ·
Vanuatu ·
Vietnam ·
Zuid-Korea
TFF · A-internationals · Tadzjieks vrouwenelftal
1994 – 1999 ·
2000 – 2009 ·
2010 – 2019 ·
2020 − 2029
Afghanistan ·
Australië ·
Azerbeidzjan ·
Bahrein ·
Bangladesh ·
Bhutan ·
Brunei ·
Cambodja ·
China ·
Estland ·
Filipijnen ·
Guam ·
Hongkong ·
India ·
Irak ·
Iran ·
Japan ·
Jemen ·
Jordanië ·
Kazachstan ·
Kirgizië ·
Koeweit ·
Libanon ·
Macau ·
Malediven ·
Maleisië ·
Mongolië ·
Myanmar ·
Nepal ·
Noord-Korea ·
Oeganda ·
Oezbekistan ·
Oman ·
Pakistan ·
Palestina ·
Qatar ·
Rusland ·
Saoedi-Arabië ·
Singapore ·
Sri Lanka ·
Syrië ·
Thailand ·
Trinidad en Tobago ·
Turkmenistan ·
Verenigde Arabische Emiraten ·
Vietnam ·
Wit-Rusland ·
Zuid-Korea